# Hilcrhyme Live in TOKI MESSE -朱ノ鷺-
『Hilcrhyme Live in TOKI MESSE -朱ノ鷺-』（ヒルクライム・ライブ・イン・トキメッセ・アケノサギ）は、2011年12月7日にユニバーサルJから発売されたHilcrhymeの映像作品である。

## 概要
2011年8月13日、Hilcrhymeの本拠地である新潟朱鷺メッセにて行われたHilcrhyme初となるアリーナワンマンライブ「Live in TOKI MESSE–朱ノ鷺–」の模様を収録。トータル動員数は約7,000人。Hilcrhymeメジャーデビュー2周年を記念したメモリアルLIVE。このライブでHilcrhymeにCLOPとTHUG-HOMEYの正式加入が報告された。初回限定盤はHilcrhymeオリジナルフェイスタオル＆豪華ブックレット（20ページ）が付属されている。

## 収録曲

### DISC 1
1. 朱ノ鷺
2. トラヴェルマシン
3. RIDERS HIGH
4. BOYHOOD
5. 雨天
6. もうバイバイ
7. 息吹
8. イバラの道 feat. BOXER
9. 臆病な狼
10. LAMP LIGHT
11. Little Samba〜情熱の金曜日〜
12. SKY DRIVE
13. My Place
14. 純也と真菜実
15. 友よ

### DISC-2
1. East Area
2. No.109
3. Moon Rise
4. ♪メリーゴーラン♪
5. 射程圏内 feat.SUNSQRITT
6. ルーズリーフ
7. no one
8. 春夏秋冬
9. リサイタル〜ヒルクライム交響楽団 作品第１番変ヒ短調〜
10. 大丈夫
11. パーソナルCOLOR